# أسامة (اسم)
أصل اسم أسامة عربي ويعني الأسد، وهو اسم علم شخصي مذكر عربي، وله انتشار في العالم العربي، وفي الأمثال (أجرأ من أسامة).

## الشخصيات
- أسامة بن زيد: (7 ق.هـ - 54 هـ) هو وأبوه صحابيان، كنيته أبو محمد، ويقال: أبو زيد. وأمه أم أيمن حاضنة محمد بن عبد الله نبي الإسلامﷺ،
- أسامة بن منقذ: أمير وشاعر أقام في دمشق وقاد عدة حملات ضدَّ الصليبيين، وله مؤلفات عديدة منها كتاب الاعتبار، القلاع والحصون، البديع في نقد الشعر.
- أسامة أنور عكاشة: (27 يوليو 1941 - 28 مايو 2010، كاتب وروائي مسرحي وسينمائي مصري.
- أسامة الباز: المستشار السياسي للرئيس المصري محمد حسني مبارك.
- أسامة سعد: سياسي لبناني وعضو في المجلس النيابي.
- أسامة فوزي (كاتب) هو باحث وصحفي وأديب أردني، وهو مؤسس مجلة عرب تايمز التي تصدر في الولايات المتحدة الأمريكية.
- أسامة فوزي (مخرج): مخرج سينمائي مصري.
- أسامة بن لادن: أول مؤسس لتنظيم القاعدة.